# 隐丹参酮
隐丹参酮是一种多环有机化合物，分子式C19H20O3，属去甲松香烷型二萜，具有抗菌、抗炎、抑制血栓形成等作用。